# Armindo Abreu
Armindo Jorge Abreu (Funchal, 1935 - 19 de junho de 2020) foi um jornalista português.
Começou sua carreira no jornal Madeira Popular; trabalhou, depois no Jornal da Madeira,  Diário de Notícias da Madeira, Estação Rádio Madeira, Radiodifusão Madeira, Radiodifusão Portuguesa e RTP na Madeira. Era irmão do radialista Rogério Abreu, que morreu em Novembro de 2019.
Morreu no dia 19 de junho de 2020, aos 85 anos.